# Bastian Stein

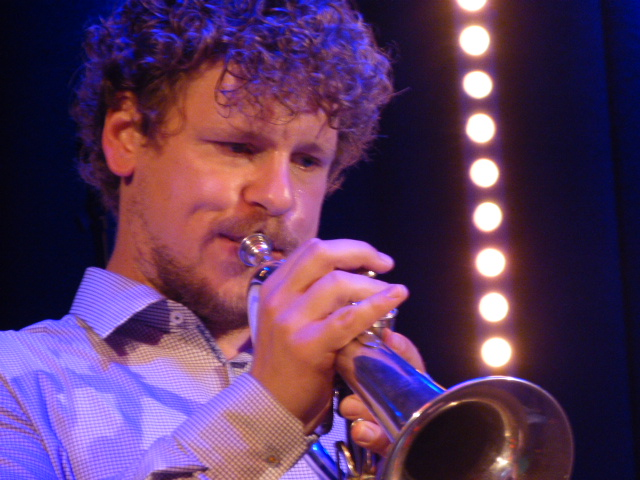
Bastian Stein 2015 beim Konzert mit Martin Gasser (s), Reza Askari (b) und Leif Berger (dr) im ARTheater Köln

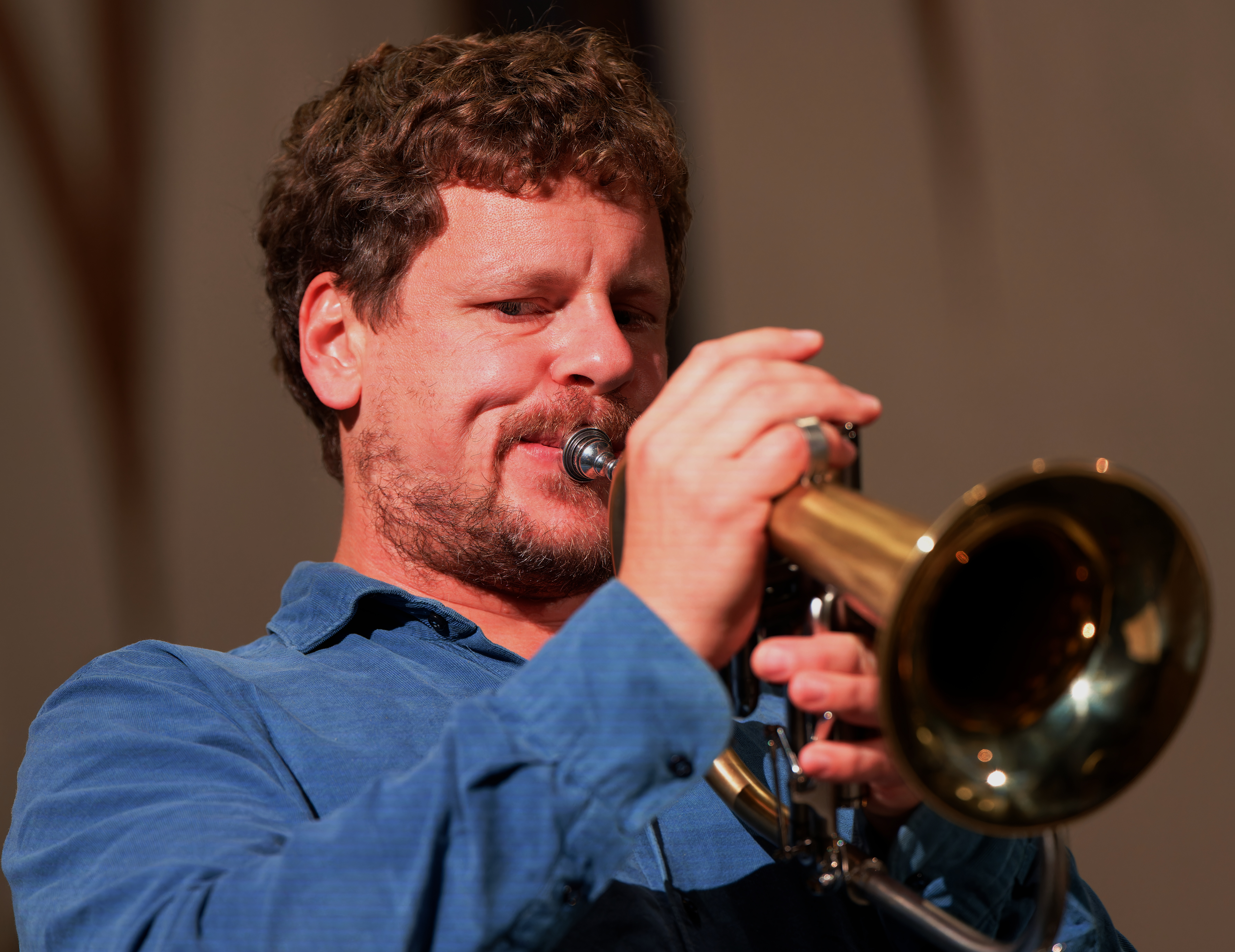
Bastian Stein im Konzert mit dem Christoph Stiefel Quintett in der Stadtkirche Darmstadt am 22. September 2024

Bastian Stein (* 1983 in Heidelberg) ist ein deutscher Jazzmusiker und Komponist. Er spielt Trompete und Flügelhorn.

## Leben
Stein wurde als Sohn in eine Künstler- und Musikerfamilie geboren. Er war im Alter von fünf Jahren mit seiner Mutter nach Wien umgezogen. Bereits als Zehnjähriger durfte Stein als Gasthörer die Universität für Musik und darstellende Kunst Wien besuchen. Mit fünfzehn Jahren begann er dort sein Trompetenstudium. Anschließend studierte er am Jazzkonservatorium in Amsterdam. 2005 erhielt er als Preisträger des Hans-Koller-Preises ein Stipendium in New York, worauf ab 2006 drei bis vier Jahre Privatunterricht bei Ack van Rooyen und dem renommierten schwedischen Trompetendozenten Bo Nilsson folgten.
Zwischen 2003 und 2005 spielte Stein in vielen zum Teil international bekannten Formationen, wie dem Bundesjazzorchester unter der Leitung von Peter Herbolzheimer, mit dem er durch Mittel- und Osteuropa tourte. Danach gehörte er schnell zum festen Bestandteil der österreichischen Jazzszene, wirkte mit beim Joris Dudli Sextett, im Martin Reiter Oktett, in der Robert Bachner Big Band und in Gina Schwarz Jazzista.
2010 veröffentlichte Stein mit seiner Formation Gravity Point sein Debütalbum Grounded. 2013 veröffentlichte er sein zweites Album Diegesis (Pirouet). Auf beiden Alben sind neben Stein zu hören Pablo Held, Piano, Matthias Pichler, Bass und Tobias Backhaus, Schlagzeug; am ersten Album ist auch die Sängerin Angela Reisinger beteiligt. Auf dem Album Viktor (2016) spielte er im Quartett mit Johannes Enders, Phil Donkin und James Maddren.
Neben seinen eigenen Projekten wie Bastian Stein Group und Bastian Stein's Gravity Point war er mit der Formation Bastian Stein/Jure Pukl Crossfront 2011 auf Europatournee. 2013 wurde er als österreichisches Mitglied ins European Jazz Orchestra der EBU entsandt, außerdem trat er in den letzten Jahren vermehrt mit der WDR Big Band auf, sowie der hr-Bigband und der NDR Bigband. Er ist auch Mitglied der Bigband Hendrika Entzian +, die im April 2020 bei Traumton Records das Album Marble herausbrachten. Zu hören ist er u. a. auch auf Jürgen Friedrichs Semi Song (2022).
Von 2016 bis 2022 lehrte Stein als Dozent für Jazz-Trompete an der Musikhochschule Stuttgart, 2022 wurde er als Professor an das Jazz-Institut Berlin berufen. Er lebt seit 2013 in Köln.

## Rezeption

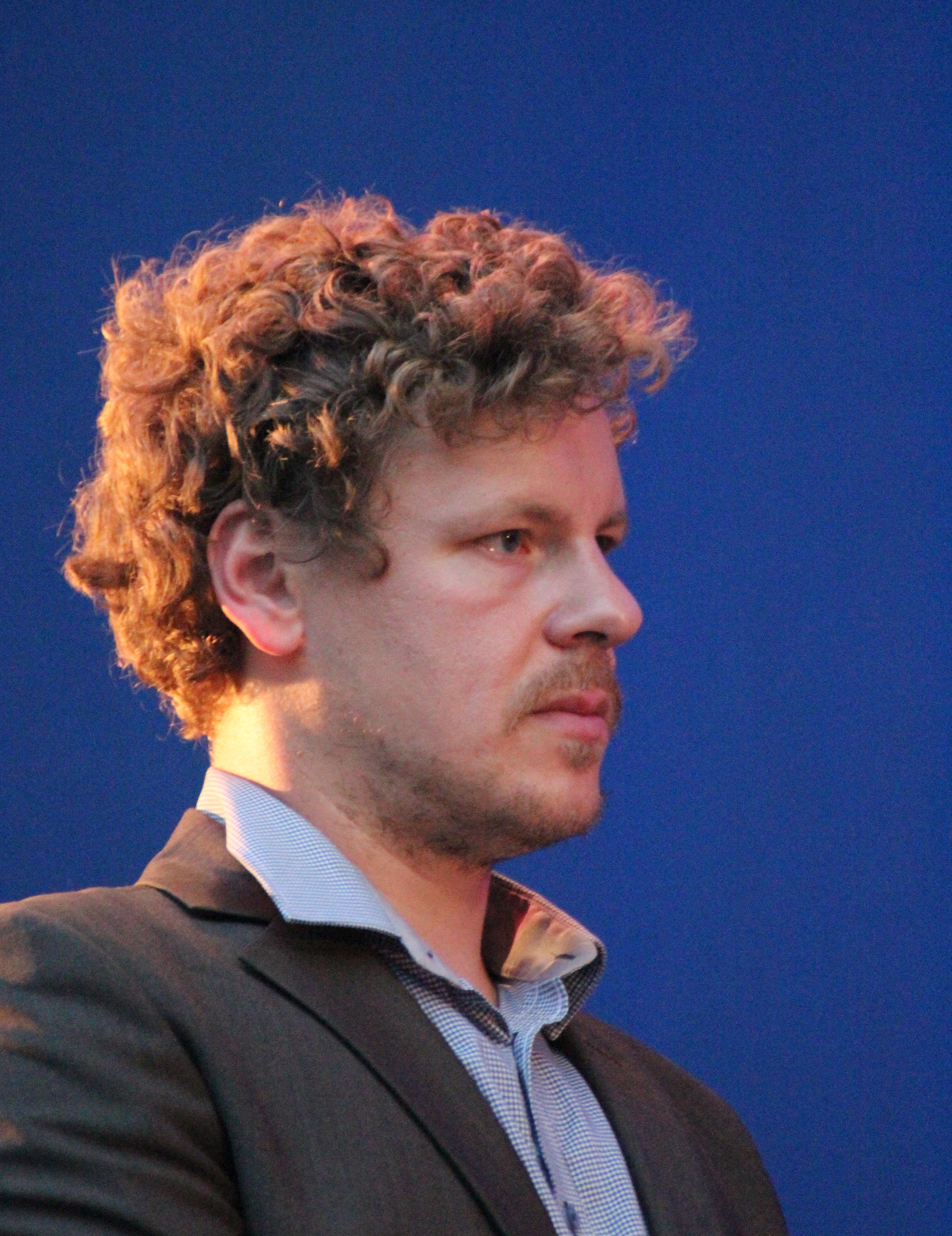
Bastian Stein 2017 bei Jazz im Palmengarten in Frankfurt

Bastian Stein gilt als einer der erfolgreichsten jungen Jazzmusiker Österreichs. Er bewege sich gekonnt an den Schnittstellen der verschiedenen Spielformen des modernen Jazz. Mit seinem vielschichtigen Spiel verbinde Stein die Bereiche Komposition und Improvisation miteinander und kreiert eine melodiebetonte Klangsprache, die trotz ihrer komplexen Struktur nie kopflastig und sperrig wirke.
Klare Linien und kammermusikalisch angehauchte Passagen mit klassizistischen Passagen sind einige der Bestandteile, mit denen Stein und seine Mitmusiker ihre Musik interpretieren. Freddie Hubbard, Woody Shaw, Chet Baker sind seine großen Vorbilder, mit denen er sich neben klassischer Musik intensiv beschäftigt hat.

## Diskografische Hinweise
- Grounded (Double Moon, 2010)
- Sound Cloud (RoughMix, 2011)[5]
- Diegesis (Pirouet Records, 2013)
- Viktor (Pirouet Records, 2016)
- An Eel's Trip (Klaeng Records, 2020, mit Phil Donkin, James Maddren)[6]
- Bastian Stein & Hathor Consort: Aries Point (Out There 2021, mit Ronny Graupe, David Helm)